# Karl Hehn
Karl Hehn (* 4. Mai 1940 in Heilbronn-Sontheim) ist ein deutscher Politiker (CDU).

## Leben und Beruf
Nach der Mittleren Reife absolvierte Hehn eine Ausbildung im gehobenen Verwaltungsdienst und wurde 1964 Diplom-Verwaltungswirt (FH). Anschließend war er bis 1965 Regierungsinspektor beim Landratsamt Heilbronn. Hehn ist verheiratet und hat zwei Kinder.

## Politik
Hehn wurde 1965 zum Bürgermeister von Kochertürn gewählt. Ein Jahr später wurde er zugleich Bürgermeister von Degmarn. Da 1971 Degmarn nach Oedheim und 1972 Kochertürn nach Neuenstadt eingemeindet wurden, kandidierte er für das Bürgermeisteramt in Schöntal, das er dann von 1972 bis 1996 ausübte. Von 1996 bis 2001 war er Mitglied im Landtag von Baden-Württemberg, wo er den Wahlkreis 21 Hohenlohe vertrat.
Von 1980 bis 1992 und nochmals von 1996 bis 2004 war Hehn Vorsitzender des CDU-Kreisverbands Hohenlohe.